# إيفيلين شلاج
إيفيلين شلاج Evelyn Schlag (ولدت في مدينة فايدهوفن الواقعة على ضفاف نهر الإبس في النمسا في 22 ديسمبر 1952) هي أديبة نمساوية.

## حياتها
ولدت إيفيلين لأب يعمل طبيبا، ونشأت في مدينة فايدهوفن الواقعة على ضفاف نهر الإبس، وهي مدينة صغيرة تقع في منطقة جبال الألب في شمال النمسا. وبعد أن أتمت الدراسة الثانوية بدأت في عام 1971 في دراسة اللغتين الألمانية والإنجليزية وآدابهما في جامعة فيينا، وقد نالت بعد أن أنهت دراستها درجة الماجستير.
ثم عملت ما بين عامي 1978 و1981 مدرسة في المدارس المتوسطة في فيينا. وبدأت في عام 1981 في تدريس اللغتين الألمانية والإنجليزية في الأكاديمة التجارية الاتحادية في فايدهوفن، حيث تقيم مع زوجها.

## أدبها
خاضت إيفيلين مجال الكتابة الأدبية في بداية الثمانينيات، فكتبت القصص والروايات والأشعار. والموضوعات السائدة في أدبها هي العلاقات بين الجنسين، وتحرير المرأة، والتغلب على التجارب الإنسانية المريرة مثل المرض والنبذ الاجتماعي.

## جوائز حصلت عليها
إيفيلين شلاج هي عضو في تجمع كتاب جراتس، وقد حصلت على العديد من الجوائز الأدبية منها، الجائزة الأدبية التشجيعية من مدينة بريمن في عام 1988, والجائزة التشجيعية الأدبية النمساوية في عام 1990, وجائزة أنتون فيلدجانس في عام 1997, وجائزة أوتو شتوسل في عام 1988.

## من أعمالها
- همس بجوار أذنه 1984
- رحلة مشعلي الحرائق 1985
- المرض 1987
- تغير أماكن القلب 1989
- نساء غير مرئيات 1995
- موهبة زوجتي 1999
- أتجتاج إلى النوم هذه الليلة 2002
- حرف اللام في لورا 2003

## روابط خارجية
- إيفيلين شلاج على موقع مونزينجر (الألمانية)